# Спампани, Карло
Карло Спампани (Carlo Spampani; 1750, Рим, Италия ― 2 мая 1783, Рожанка) — итальянский архитектор палладианской школы, работавший в Польше и Великом княжестве Литовском.

## Биография
Родился в Риме, мать звали Терезой. Брат архитектора Джованни Баттисты Спампани. Образование получил, вероятно, как и брат, в Академии св. Луки. В Речь Посполитую его пригласил (1770), как уже сформировавшегося архитектора, художник Франциск Смуглевич, с которым они приятельствовали. Архитектурную деятельность начал в Вильно по заказам ордена иезуитов, преподавал в Виленской академии.
Умер от туберкулёза весной 1783 года, во время работ по созданию резиденции старосты вилейского Юзефа Паца в Мытах и Рожанке близ Лиды. Был погребён в ныне не сохранившейся деревянной церкви деревни Цепра близ Клецка. Скульптор Кароль Ельский украсил могилу портретом архитектора с медальоном.

## Архитектурная деятельность

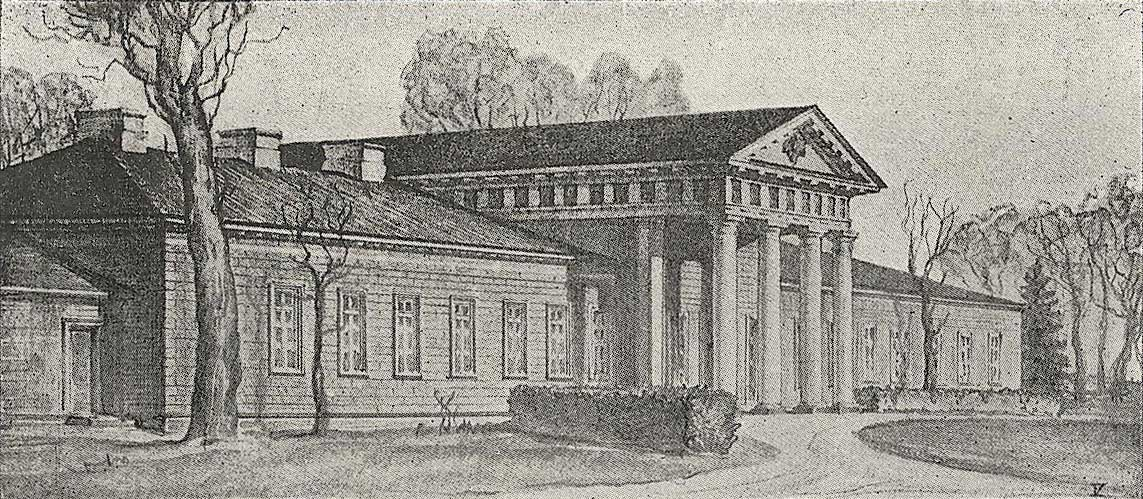
Усадьба в Радзивиллимонтах

Карло Спампани принадлежит, наравне с Мартином Кнакфусом, Дж. Де Сакко, Ян Самуэль Беккер к архитекторам раннего классицизма, работавшим в Литве.
В Вильно руководил работами по завершению астрономической обсерватории, оформив интерьер и порталы Белого зала, и крыльев здания Главной виленской школы. Тогда же участвовал в создании интерьера костёла свв. Иоаннов, в обновлении часовни св. Казимира в Вильнюсском кафедральном соборе (1782).
С разрешения ректора Академии принимал и другие заказы. 27 октября 1770 года подписал контракт с судёй земским вилкомирским Рафаилом Еленским на соединение двух домов в один у Острой брамы в Вильно (ул. Большая 84, позднее перестроен). В последующие годы принимал заказы за пределами Вильно, работая, в том числе, для воеводы виленского Кароля Станислава Радзивилла в Несвиже, получая ежемесячную зарплату в размере 10 дукатов. Предположительно, участвовал в работах по реконструкции интерьеров Летнего дворца в Альбе под Несвижем вместе с архитектором Леоном Лютницким. В конце 1782 году отделывал князю Радзивиллу дворец мозаикой и лепниной.
В 1779―1783 гг. придворный архитектор Радзивиллов, автор усадьбы и усадебного парка в имении Радзивиллов Радзивиллимонтах под Несвижем. В оформлении интерьеров принимал участие Антоний Смуглевич, брат Франциска Смуглевича. Карло Спампани являлся арендатором соседнего имения Мыслобож
Архитектор усадьбы Августа Доминика Пшездецкого и завершения церкви в Заславле. Строительство усадьбы старосты ошмянского Тадеуша Коцелла в Бенице (1779―1781); разрушена после 1939 года. Оформление интерьера усадьбы усадьбы Иоахима Хрептовича в Щорсах по проекту Дж. де Сакко (дом сгорел в 1915). Проект и возведение усадебного дома писаря скарбового литовского Ю. Щита-Немировича в Тоболках: длинное здание на высоком фундаменте, в плане прямоугольника с достроенными поперечно крыльями, соединенными с основным корпусом узкими элементами. Длина всего сооружения составляла 44 м. Главный портик был со временем заменен файлом через длинную, крытую веранду. В средней части усадьбы было десять помещений в двухэтажной системе. Левым соединителем служила большая, продольная столовая, в правой были 2 комнаты и лестница, ведущая на чердак. В боковых крыльях были 4 жилые комнаты. Усадьба была окружена несколькими акрами ландшафтного парка, основанного в XVIII веке, но перекомпонированного в XIX веке. На главной оси дома находилась въездные ворота, между ней и домом была большая лужайка. Слева стояла часовня с четырехколонным ионическим портиком. Во время Первой мировой войны особняк был сожжен, а парк вырезан.
В Кухтичах контролировал реконструкцию усадьбы Казимира Завиши (в том числе подъемный мост, ремонт парковой часовни; разрушены ок. 1915).

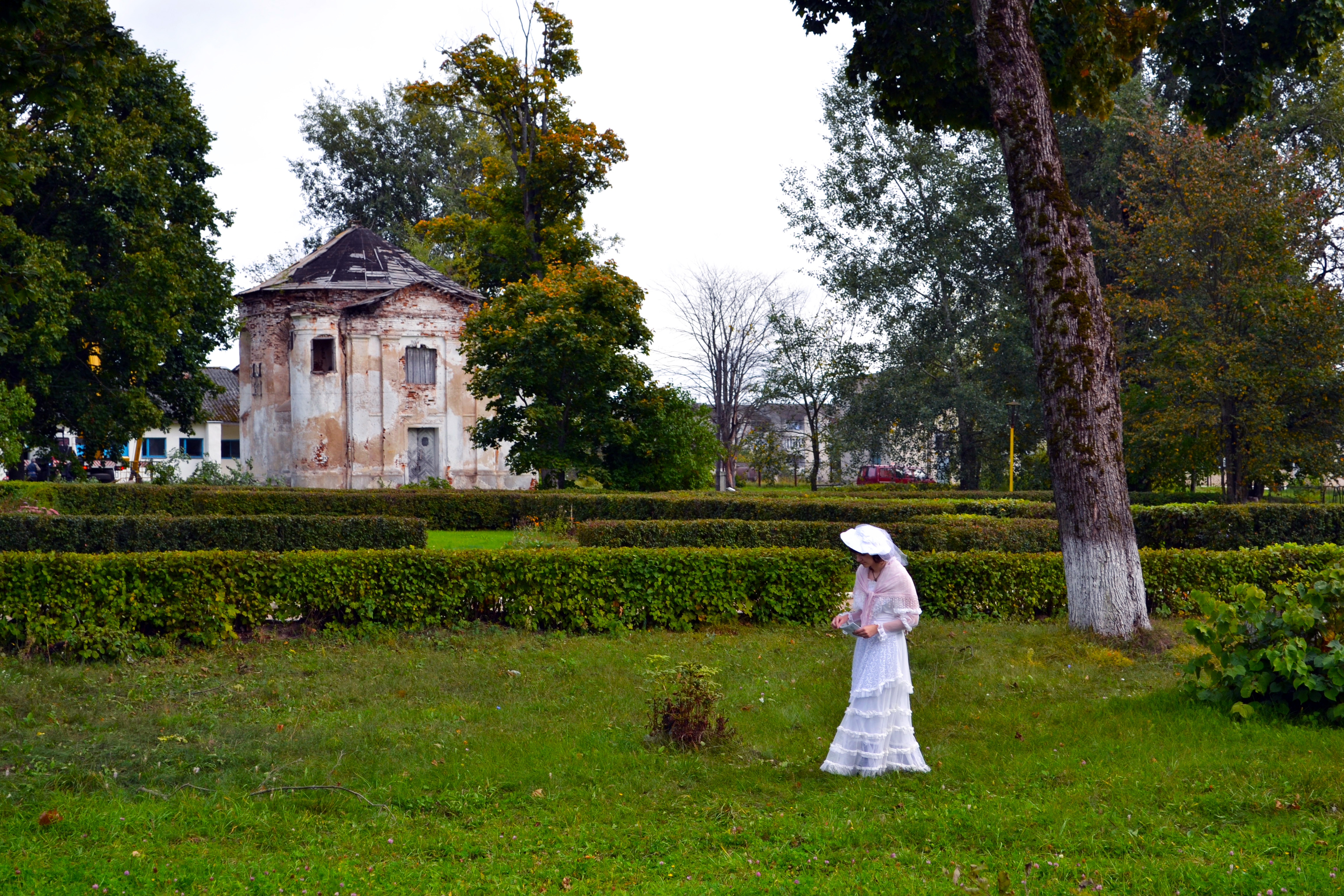
Усадебный комплекс в Кухтичах

В 1777―1779 гг. участвовал в строительстве деревянного усадебного дома Альбрехта Радзивилла в Аннаполе под Минском (сгорел приблизительно в 1860).
В 1779―1781 гг. участвует в строительстве усадебного комплекса Коццелов в Беницах. В Велесницах на Брестчине для полковника Петра Твардовского им построен кирпичный особняк.
Особенность архитектурного творчества Карло Спампани в том, что он принадлежал к первым и выдающимся архитекторам раннего классицизма на территории Речи Посполитой. Проектировал не только здания, но и предметы интерьера, украшения и ландшафт усадьбы. В своих проектах Спампани решительно расстался с наследием барокко, применял классические принципы и композиционные решения, взятые из наследия А. Палладио и :Ж.-Ф. Нойфорге (в том числе дорическую колонковую артикуляцию, треугольные фронтоны, триглифические фризы). Задуманные им деревянные и каменные дворцы и усадьбы, как правило, одноэтажные, с этажным центральным ризалитом, фасадным колонным портиком, определили распространенную позже в Литве форму крупного шляхетского двора.